# Carignan (Ardennes)
Carignan is een gemeente in het Franse departement Ardennes (regio Grand Est). De plaats maakt deel uit van het arrondissement Sedan. Carignan telde op 1 januari 2022 2.745 inwoners.

## Geschiedenis
Uit het graafschap Yvois ontstond onder Otto van Warcq, lid van de Karolingische Herbertijnen, het graafschap Chiny. Tot 1659 behoorde de proosdij van Yvoy tot het hertogdom Luxemburg, en dus tot de Spaanse Nederlanden. Nadat het gebied bij de Vrede van de Pyreneeën in Franse handen kwam werd in 1662 de naam Yvoy, of in het Latijn Evosio, door koning Lodewijk XIV geschrapt en werd de plaats hernoemd naar Carignan, naar de stad Carignano in het hertogdom Savoye. Het was een eerbetoon aan Eugenius Maurits van Savoye-Carignano. De koning verhief de proosdij tot hertogdom Carignan en Eugenius werd er hertog.

## Geografie
De oppervlakte van Carignan bedroeg op 1 januari 2022 14,01 vierkante kilometer; de bevolkingsdichtheid was toen 195,9 inwoners per km². De plaats ligt aan de Chiers. Carignan en het even ten noorden gelegen plaatsje Wé zijn ondertussen tegen elkaar aan gegroeid.
De onderstaande kaart toont de ligging van Carignan met de belangrijkste infrastructuur en aangrenzende gemeenten.

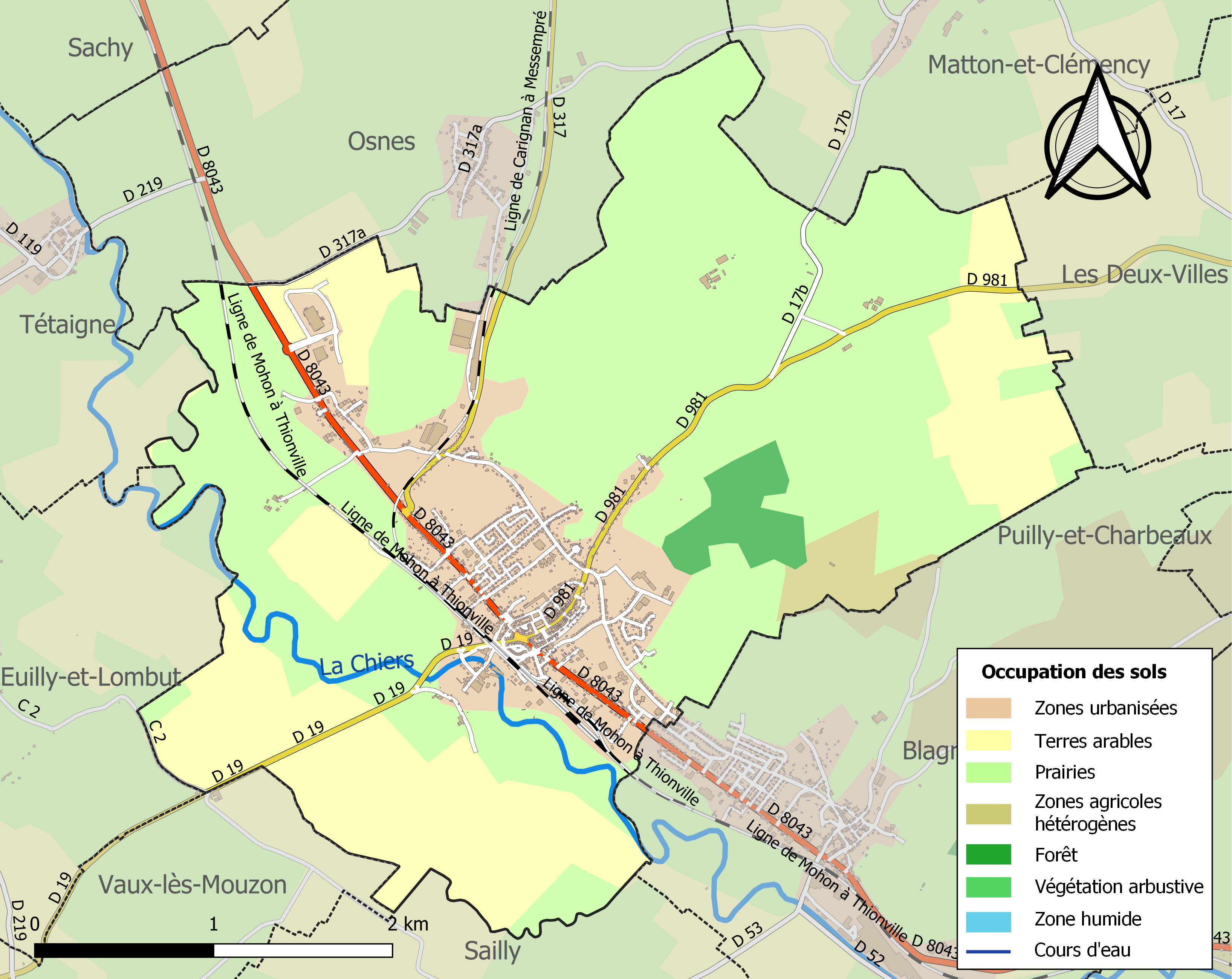

## Demografie
Onderstaande figuur toont het verloop van het inwonertal (bron: INSEE-tellingen).
Vanwege een beveiligingsprobleem met de MediaWiki Graph-software is het momenteel niet mogelijk deze grafiek weer te geven. Zodra de software is bijgewerkt zal de grafiek vanzelf weer zichtbaar worden.

## Geboren
- Adrienne d'Huart (1892-1992), Luxemburgs kunstschilder